# Mimetus comorensis
Espèce
Mimetus comorensis est une espèce d'araignées aranéomorphes de la famille des Mimetidae.

## Distribution
Cette espèce est endémique des Comores.

## Description
La femelle holotype mesure 4,16 mm.

## Étymologie
Son nom d'espèce, composé de comor[o] et du suffixe latin -ensis, « qui vit dans, qui habite », lui a été donné en référence au lieu de sa découverte, les Comores.

## Publication originale
- Schmidt & Krause, 1994 : Spinnen von den Comoren II: Oecobiidae, Ctenidae, Pisauridae, Selenopidae, Heteropodidae, Oxyopidae und Mimetidae (Araneida). Zoologische Jahrbücher. Abteilung für Systematik, Ökologie und Geographie der Tiere, vol. 121, p. 233-247.